# Ramón Rivera
Ramón Rivera (nascido em 14 de dezembro de 1959) é um ex-ciclista porto-riquenho. Representou sua nação nos Jogos Olímpicos de Los Angeles 1984, na prova de corrida em estrada.